# Dąbrowa Miętka
Dąbrowa Miętka est une localité polonaise de la gmina de Złoczew, située dans le powiat de Sieradz en voïvodie de Łódź.